# Asterothamnus fruticosus
Asterothamnus fruticosus là một loài thực vật có hoa trong họ Cúc. Loài này được (C.Winkl.) Novopokr. mô tả khoa học đầu tiên năm 1950.